# نيل باريت (مصمم أزياء)
نيل باريت (بالإنجليزية: Neil Barrett)‏ هو مصمم أزياء بريطاني، ولد في 1965 في ديفون في المملكة المتحدة.